# Eutonina scintillans
Eutonina scintillans es una especie de cnidario de la familia Eirenidae, originaria de la Zona Económica Exclusiva de Argentina, ubicada en el océano Atlántico. Es un organismo bentónico marino y carnívoro, conocido por su capacidad de bioluminiscencia, la cual utiliza como mecanismo de defensa o comunicación.

### Características morfológicas
Eutonina scintillans presenta una simetría radial característica de los cnidarios, lo que le permite ser dividido en varias mitades simétricas alrededor de un eje central. Su cuerpo es multicelular y se organiza en una estructura relativamente simple. La sombrilla de esta especie mide aproximadamente 10 mm de diámetro y 5 mm de altura, con una mesoglea gruesa que proporciona soporte estructural. La especie cuenta con un pedúnculo corto y un manubrio globular, con una boca que está rodeada por cuatro labios simples o ligeramente crenulados. Las gónadas se disponen a lo largo de una cuarta parte o un tercio de los canales radiales subumbrellares.

### Hábitat y distribución geográfica
Esta especie es nativa del océano Atlántico, particularmente en la Zona Económica Exclusiva de Argentina, donde habita en las zonas bentónicas marinas. Se encuentra en aguas de profundidad moderada a grande, lo que le permite realizar sus funciones ecológicas de caza y reproducción en un ambiente relativamente estable.

### Reproducción
La reproducción de Eutonina scintillans es asexual, un proceso que le permite multiplicarse sin la necesidad de fertilización externa o interna. Este mecanismo puede incluir procesos como gemación o fragmentación, favoreciendo una rápida proliferación en su ambiente natural.

### Alimentación
Como organismo carnívoro, Eutonina scintillans se alimenta principalmente de presas más pequeñas que captura mediante sus estructuras corporales. Su capacidad para detectar luz, gracias a sus células fotoreceptoras, le permite detectar presas en su entorno.

### Bioluminiscencia
Una de las características más notables de Eutonina scintillans es su capacidad para producir bioluminiscencia, un fenómeno químico que implica la reacción entre la proteína luciferina y la enzima luciferasa, generando luz en presencia de oxígeno. Aunque no se han encontrado estudios específicos sobre esta especie, la bioluminiscencia en medusas suele cumplir funciones como defensa ante depredadores, atracción de presas o comunicación intraespecífica. Se cree que la luz emitida por Eutonina scintillans podría tener un papel defensivo, ayudando a ahuyentar a los depredadores o confundirlos.

### Importancia ecológica
La capacidad de Eutonina scintillans para producir bioluminiscencia y su rol como carnívoro dentro de su hábitat marino la convierten en una especie clave dentro de su ecosistema. Su simetría y adaptaciones morfológicas también reflejan una evolución eficaz para sobrevivir en su entorno específico.